# Староселье (Бежецкий район)
Старосе́лье — деревня в Бежецком районе Тверской области. Входит в состав Моркиногорского сельского поселения. До 2006 года входила в состав Сырцевского сельского округа.

## Описание
Находится в 30 километрах к юго-западу от города Бежецк, в 8 км (по прямой) от села Моркины Горы.
К северу от деревни заболоченное верховье реки Мологи, к югу — возвышенность Бежецкий верх.
Население по переписи 2002 года — 11 человек, 2 мужчины, 9 женщин.

## История
Во второй половине XIX — начале XX века деревня Староселье относилась к Дрюцковскому приходу (село Дрюцково) Моркиногорской волости Бежецкого уезда Тверской губернии. В 1889 году 19 дворов, 99 жителей.

## Население
| 2008 | 2010 |
| ---- | ---- |
| 9    | ↘6   |